# Christine Egerszegi-Obrist
Christine Egerszegi-Obrist (Baden, 29 mei 1948) was een Zwitserse politica voor de Vrijzinnig-Democratische Partij.De Liberalen (FDP/PLR) uit het kanton Aargau.

## Biografie
Christine Egerszegi-Obrist zetelde in de Grote Raad van Aargau van april 1989 tot november 1995. Ze zetelde in de Nationale Raad van 4 december 1995 tot 2 december 2007. Van 4 december 2006 tot 2 december 2007 was ze voorzitster van de Nationale Raad. Vervolgens zetelde ze in de Kantonsraad van 3 december 2007 tot 29 november 2015.